# Šang-luo
Šang-luo (čínsky pchin-jinem Shāngluò, znaky 商洛) je městská prefektura v Čínské lidové republice, kde patří do provincie Šen-si. Celá prefektura má rozlohu 19 562 čtverečních kilometrů a roku 2020 měla dva miliony obyvatel.

## Poloha
Šang-luo leží na východním okraji provincie Šen-si. Na severu hraničí s Wej-nanem, na severozápadě se Si-anem, na západě a jihozápadě s An-kchangem, na jihu s provincií Chu-pej a na východě s provincií Che-nan.

## Administrativní členění
Městská prefektura Šang-luo se člení na sedm celků okresní úrovně, a sice jeden městský obvod a šest okresů.
| Šang-čou okres · Luo-nan okres · Tan-feng okres · Šang-nan okres · Šan-jang okres · Čen-an okres · Ča-šuej |        |                       |                    |                                  |
| Název | Název  | Počet obyvatel (2020) | Rozloha km² (2020) | Hustota zalidnění (obyv. na km²) |
| český přepis                                                                                               | znaky  | Počet obyvatel (2020) | Rozloha km² (2020) | Hustota zalidnění (obyv. na km²) |
| Městský obvod                                                                                              |        |                       |                    |                                  |
| Šang-čou                                                                                                   | 商州区 | 472 978               | 2 645              | 179                              |
| Okresy |        |                       |                    |                                  |
| Luo-nan | 洛南县 | 365 736               | 2 834              | 129                              |
| Tan-feng                                                                                                   | 丹凤县 | 247 259               | 2 409              | 103                              |
| Šang-nan                                                                                                   | 商南县 | 203 796               | 2 299              | 89                               |
| Šan-jang                                                                                                   | 山阳县 | 359 967               | 3 531              | 102                              |
| Čen-an | 镇安县 | 253 786               | 3 481              | 73                               |
| Ča-šuej | 柞水县 | 137 709               | 2 363              | 58                               |
| |        |                       |                    |                                  |
| Celkem | Celkem | 2 041 231             | 19 562             | 104                              |